# Àudio d'alta definició
L'Àudio d'alta resolució (àudio d'alta definició o àudio HD) és un terme tècnic i de màrqueting per a l'àudio amb més de 44.1 de velocitat de mostra de kHz o superior a 16 bits de profunditat de bit. Es refereix comunament a taxes de 96 o 192 de mostra de kHz. Tanmateix, també hi ha enregistraments de 44.1 kHz/24-bit, 48 kHz/24-bit i 88,2 kHz/24bits amb l'etiqueta HD Audio.
La recerca i investigació sobre l'àudio d'alta resolució va començar a finals dels anys 1980 i el contingut d'àudio d'alta resolució va començar a estar disponible al mercat de consum el 1996.

## Definicions

Rang i amplada de banda dinàmica aproximats d'alguns formats d'àudio d'alta resolució

L'àudio d'alta resolució s'utilitza generalment per referir-se a fitxers de música que tenen una freqüència de mostreig i/o una profunditat de bit més alta que la de l'Àudio Digital Compact Disc, que funciona a 44.1 kHz/16-bit.
La Recording Industry Association of America (RIAA), en col·laboració amb la Consumer Electronics Association, DEG: The Digital Entertainment Group i The Recording Academy Productors & Engineers Wing, van formular la següent definició d'àudio d'alta resolució el 2014: "àudio sense pèrdues de reproducció en tot l'espectre de so a partir d'enregistraments que dominen millor qualitat que els CD (48kHz/20bits o superior) i que representen el qual originalment havien pensat els artistes, productors i enginyers".
Inclou l'àudio codificat amb modulació de codi d'impulsos (PCM) amb taxes de mostreig superiors a 44,1 kHz i amb profunditats de bit superiors a 16-bit, o els seus equivalents utilitzant altres tècniques de codificació com la modulació de densitat d'impulsos (PDM).
Els formats d'arxius capaços d'emmagatzemar àudio d'alta resolució inclouen FLAC, ALAC, WAV, AIFF i DSD, i el format que utilitzen els discs Super Audio Compact (SACD).

## Història
Un dels primers intents per comercialitzar l'àudio d'alta resolució va ser el Digital High-Compatible Digital el 1995. El van seguir tres formats de disc òptic més que reclamaven la superioritat sonora sobre el CD-DA: el DAD el 1998, el SACD el 1999 i el DVD-Àudio el 2000. Cap d'aquests va aconseguir una adopció generalitzada.
Després de l'augment de la venda de consum de música en línia a principis del segle xxi, HDtracks va introduir descàrregues d'àudio d'alta resolució partir del 2008.
Es van realitzar nous intents de comercialitzar àudio d'alta resolució en disc òptic amb Pure Audio Blu-ray el 2009 i High Fidelity Pure Audio el 2013. I es va iniciar així la competició en matèria d'àudio en línia d'alta resolució amb l'anunci del servei Pono de Neil Young.
Els productes d'àudio de gran consumidor amb el logotip de “Hi-Res AUDIO” indiquen que el producte compleix les especificacions necessàries per a un producte d'àudio d'alta resolució, tal com el defineix la Japan Electronics and Information Technology Association Association (JEITA).
Més recentment, Sony ha refermat el seu compromís amb el desenvolupament de segments d'àudio d'alta resolució oferint una gran quantitat de productes d'àudio d'alta resolució, ja que busca tornar a establir el seu lideratge en productes d'àudio de consum.

## Polèmica
Tot i això, que hi hagi algun benefici per a l'àudio d'alta resolució sobre CD-DA és un tema controvertit, amb algunes fonts que afirmen sobre superioritat sonora:
- "El procés DSD utilitzat per produir SACDs captura més matisos d'una performance i els reprodueix amb una claredat i transparència no possibles amb CD. —El segell discogràfic Mariinsky del Ballet Mariinsky (abans Kirov Ballet), Sant Petersburg, Rússia, que ven CD de superàudio (SACDs)
- "El principal avantatge reclamat pels fitxers d'àudio d'alta resolució és una qualitat de so superior […] Els fitxers de 24bits/96kHz o els de 24bits/192kHz haurien de replicar més de prop la qualitat del so amb la qual treballaven els músics i els enginyers a l'estudi. [. . ] Com sempre, però, hi ha algunes persones que no poden percebre la diferència. Així, si no veieu o sentiu una diferència, estalvieu els vostres diners..."- What Hi-Fi?[4]

I també amb altres opinions que van des de l'escepticisme fins a altament crítics:
- "Si [al negoci de la música] els importés en primer lloc la qualitat del so, farien que tots els llançaments sonessin excel·lents en tots els formats que venguin: MP3, FLAC, CD, iTunes o LP." - cnet[11]
- "Atractiu impracticable que ningú es pot permetre" - Gizmodo[2]
- "Una solució a un problema que no existeix, un model de negoci basat en desconeixement voluntari i estafant a la gent". - Xiph.org[12]

La revista de negocis Bloomberg Businessweek suggerí que cal tenir precaució pel que fa a l'àudio d'alta resolució: "Hi ha motius de precaució, atès que la història de les empreses d'electrònica de consum ha impulsat els avenços que tenen com a principal virtut exigir a tothom que compri nous aparells."
Els fitxers d'alta resolució que es descarreguen de llocs web específics que s'adrecen als oients "audiòfils" sovint inclouen un màster de la gravació diferent d'altres publicacions en CD, i el consideren "especial" però tenen en compte certes diferències però no tenen sempre en compte la profunditat de bits.
La majoria dels primers treballs que utilitzen proves d'escolta a cegues van arribar a la conclusió que les diferències no són audibles per la mostra d'oients que va fer la prova. Les proves cegues han demostrat que els músics i compositors no són capaços de distingir resolucions més altes de 16-bit / 48 kHz. Un document del 2014 va demostrar que el tramat mitjançant mètodes obsolets (tramat rectangular no modelat, en lloc del tramat triangular estàndard de la indústria) produeix artefactes audibles en proves d'escolta a cegues.
Des de l'estudi de Meyer-Moran el 2007, aproximadament 80 estudis han estat publicats sobre el tema de l'àudio d'alta resolució, aproximadament la meitat dels quals incloïen proves cegues. El doctor Joshua Reiss, de la Queen Mary University de Londres i membre del Consell de Governadors de l'Audio Engineering Society (AES), va realitzar una metanàlisi a 20 de les proves publicades que van incloure dades i detalls experimentals suficients. En un article publicat al número de juliol de 2016 del diari de l'AES, el doctor Reiss diu que tot i que les proves individuals van tenir resultats mixtos, i que l'efecte va ser "petit i difícil de detectar", el resultat general va ser que els oients entrenats podrien distingir entre enregistraments d'alta resolució i els seus equivalents de CD en condicions cegues: "En general, hi havia una petita però estadísticament significativa capacitat de discriminar entre àudio de qualitat estàndard (44,1 o 48 kHz, 16 bits) i àudio d'alta resolució (més enllà de l'estàndard de qualitat). Quan es van formar els subjectes, la capacitat de discriminar era molt més important".